# Verwaltungsgemeinschaft Schlotheim
De Verwaltungsgemeinschaft Schlotheim  in het landkreis Unstrut-Hainich-Kreis in de Duitse deelstaat Thüringen is een gemeentelijk samenwerkingsverband waarbij acht gemeenten zijn aangesloten. Het bestuurscentrum bevindt zich in de stad Schlotheim.

## Deelnemende gemeenten
1. Bothenheilingen (500)
2. Issersheilingen (138)
3. Kleinwelsbach (139)
4. Körner (1.863)
5. Marolterode (354)
6. Neunheilingen (526)
7. Obermehler (1.026)
8. Schlotheim (4.117)

Anrode · Bad Langensalza · Bad Tennstedt · Ballhausen · Blankenburg · Bothenheilingen · Bruchstedt · Dünwald · Großvargula · Haussömmern · Herbsleben · Heroldishausen · Hornsömmern · Issersheilingen · Kammerforst · Kirchheilingen · Kleinwelsbach · Körner · Kutzleben · Marolterode · Menteroda · Mittelsömmern · Mühlhausen/Thüringen · Neunheilingen · Obermehler · Oppershausen · Rodeberg · Schlotheim · Schönstedt · Sundhausen · Tottleben · Unstruttal · Unstrut-Hainich · Urleben · Vogtei